# David O. McKay

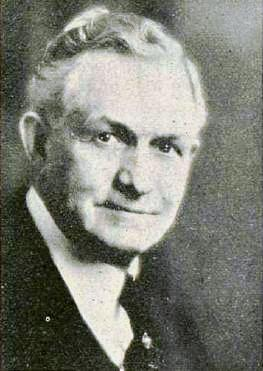
David O. McKay

David Oman McKay (* 8. September 1873 in Huntsville, Utah-Territorium; † 18. Januar 1970 in Salt Lake City, Utah) war der 9. Präsident der Kirche Jesu Christi der Heiligen der Letzten Tage.
Er wurde am 8. September 1873 als Sohn von David McKay und Jennette Evans McKay geboren. 1893 wurde er im Alter von 20 Jahren Lehrer und Schulleiter der Grundschule Huntsville. Er studierte von 1894 bis 1897 an der University of Utah. Anschließend erfüllte er für zwei Jahre eine Mission in Großbritannien. Dabei wurde er auch als Führungskraft für alle Missionare in Schottland eingesetzt. Er heiratete am 2. Januar 1901 Emma Ray Riggs im Salt-Lake-Tempel.
1902 wurde er zum Direktor der Weber Stake Academy, an der er 1899 und 1900 unterrichtet hat, ernannt. 1906 wurde er von Joseph F. Smith zum Apostel ordiniert. 1918 wurde er zum Generalsuperintendenten der Deseret Sunday School Union ernannt. Von 1919 bis 1921 war er Bildungsbeauftragter der Kirche. Er war von 1922 bis 1924 Präsident der Europäischen Mission. Er diente als Ratgeber in der ersten Präsidentschaft der Kirche ab 1934 unter Präsident Heber J. Grant und ab 1945 von Präsident George Albert Smith.
Am 9. April 1951 trat er die Nachfolge von George Albert Smith als 9. Präsident der Kirche Jesu Christi der Heiligen der Letzten Tage an. Er weihte 1955 den Bern-Tempel, 1956 den Los-Angeles-Kalifornien-Tempel, 1958 den Hamilton-Tempel in Neuseeland und den London-Tempel und 1964 den Oakland-Kalifornien-Tempel. Während seiner Präsidentschaft stieg die Mitgliederzahl der Kirche Jesu Christi der Heiligen der Letzten Tage von rund einer Million auf drei Millionen.